# Mainvilliers, Eure-et-Loir
Mainvilliers är en kommun i departementet Eure-et-Loir i regionen Centre-Val de Loire strax norr om centrala Frankrike. Kommunen ligger i kantonen Mainvilliers som tillhör arrondissementet Chartres. År 2022 hade Mainvilliers 10 950 invånare.

## Befolkningsutveckling
Antalet invånare i kommunen Mainvilliers
Referens:INSEE